# Les Sept Vies des chats d'Athènes
Les Sept Vies des chats d’Athènes (grec moderne : Οι Εφτάψυχες των Αθηνών) est un roman écrit par l'auteur grec Tákis Theodorópoulos et publié en 2001. Ce roman se déroule à Athènes, peu avant les Jeux olympiques d'été de 2004.

## Résumé

### Récit
Ce roman se déroule à Athènes, peu avant les Jeux olympiques d'été de 2004 prenant place dans cette même ville. Les autorités décident donc de se débarrasser des chats pour assurer la salubrité de la ville lors des évènements. Cependant, le Cercle des sept-âmes, une société à but non lucratif ayant pour conviction de nourrir et de s'occuper des chats errants, s'y opposent par le biais de sit-in. Il s'y déroulera de nombreuses péripéties.

### Biographies fictives
Après le récit, cet ouvrage propose des biographies fictives de 28 chats philosophes de l'Antiquité grecque tels que Platon, Diogène de Sinope, Épicure ou encore Xénophon.